# Lyodesmus zoster
Lyodesmus zoster är en mångfotingart som beskrevs av Cook 1896. Lyodesmus zoster ingår i släktet Lyodesmus och familjen Oxydesmidae. Inga underarter finns listade i Catalogue of Life.